# 田子堅
田子堅（1532年—？），字茂甫，河南河南府永寧縣（今洛寧縣）人，明朝政治人物。

## 生平
嘉靖四十三年（1564年）甲子科河南鄉試第九名舉人。隆慶二年（1568年）中式戊辰科會試第二百七十名，三甲第三十一名進士。授任襄垣縣知縣。三年調大同县，隆庆五年（1571年）选授山西道監察御史，隆庆六年巡按直隶，巡视长芦盐课，条上盐法四事。萬曆元年（1573年）三月升四川按察司佥事

## 家族
曾祖田安；祖父田斌；父田理，教諭。母蔡氏；繼母金氏。具庆下。兄子秀。弟子栗、子碩。